# Via Maris

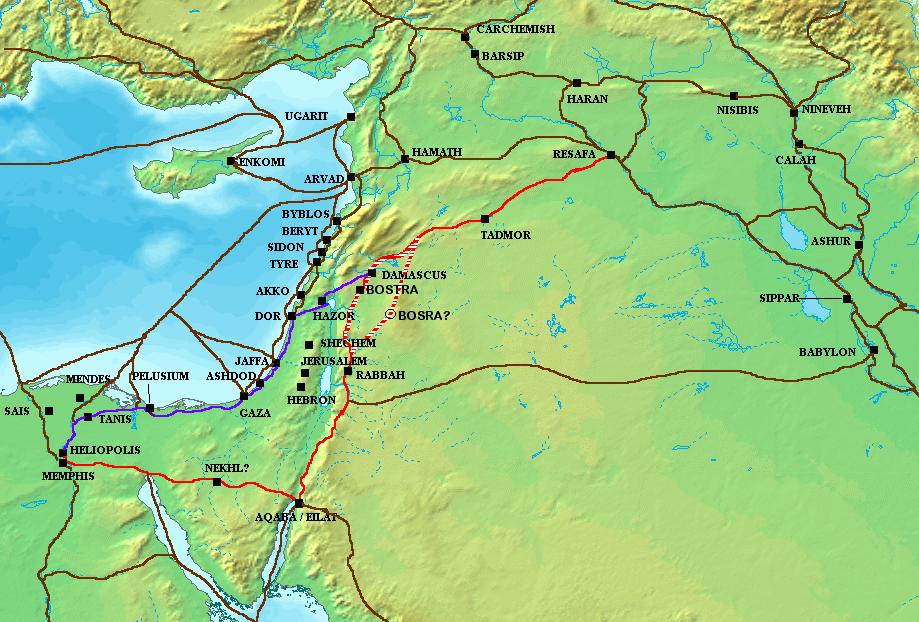
Via Maris (violet), Calea Regelui (roșu), și alte vechi rute comerciale levantine, c. 1300 î. Hr

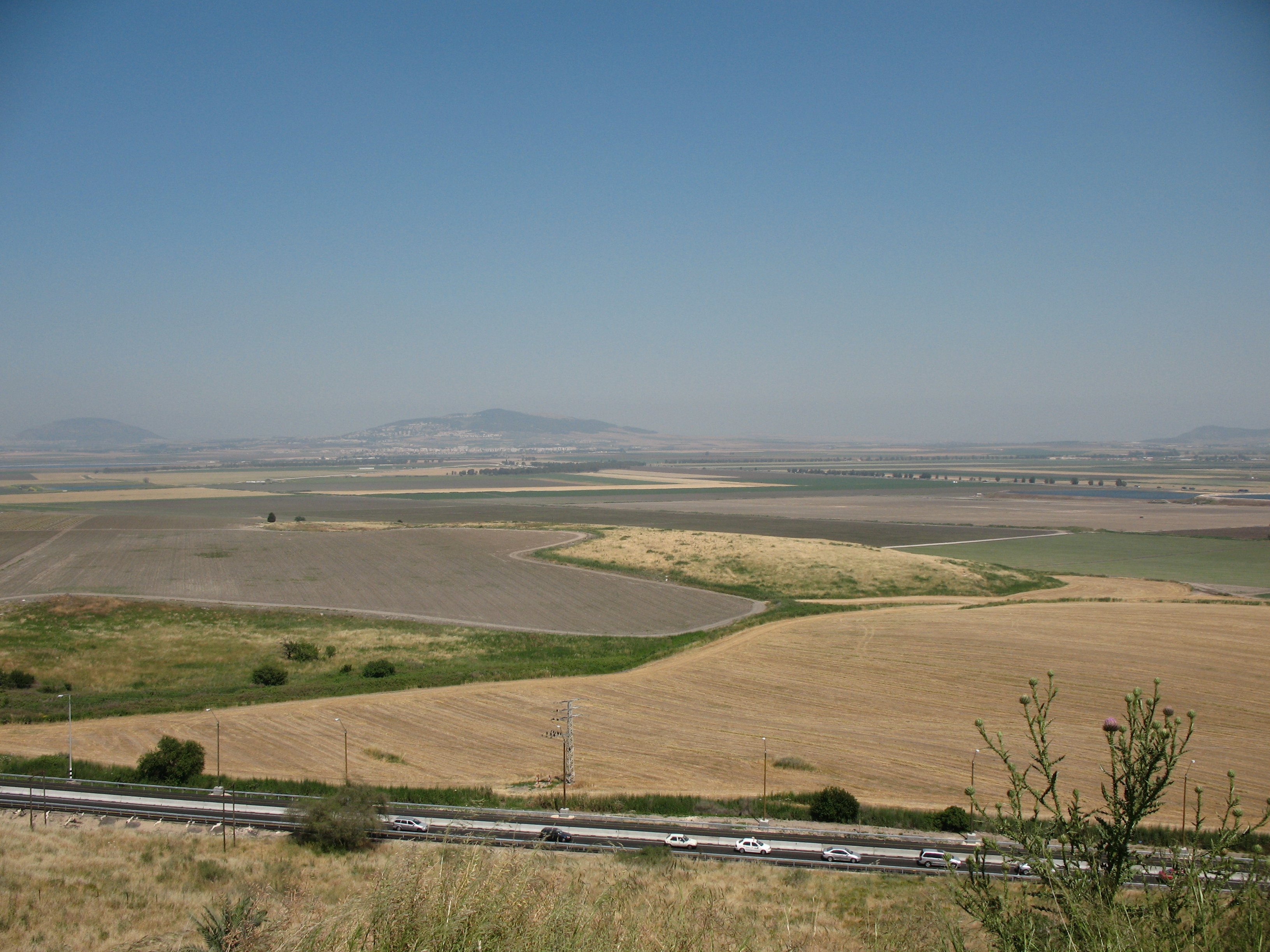
Valea Izreel cu Via Maris în prim-plan

Via Maris este numele modern a unui vechi drum comercial, datând de la începutul epocii Bronzului, care leagă Egiptul cu imperiile nordice din Siria, Anatolia și Mesopotamia — astăzi Iran, Irak, Israel, Turcia și Siria. În latină, Via Maris înseamnă "drumul mării." Este un  drum istoric care merge de-a lungul coastei mediteraneene a Israelului. Acesta a fost cel mai important traseu dintre Egipt și Siria (Semiluna Fertilă), care trecea pe câmpia de coastă înainte de a intra în Câmpia Izreel și Valea Iordanului.
Numele său anterior a fost "Drumul Filistinilor", o referire la trecerea prin Câmpia Filistină (care astăzi este formată din câmpia de coastă sudică a Israelului și fâșia Gaza). Numele de "Via Maris" nu este vechi, cercetătorii academic preferând alte nume, de exemplu "Șoseaua Principală internațională".

## Nume și controverse
Potrivit lui Anson Rainey (1981), "Via Maris" nu este un nume istoric. Expresia provine mai degrabă dintr-o traducere latină din Isaia 9:1 – "aproape de mare". Profetul, probabil, se referea la drumul de la Dan la mare, la Tir, care trece prin Abel-beth-maachah, care marca granița de nord a Israelului în momentul cuceririi asiriene.